# Dejan Tomašević
Dejan Tomašević (en serbi Дејан Томашевић; Belgrad, 6 de maig de 1973), és un exjugador serbi de bàsquet. Feia 2.08 metres d'alçada i ocupava la posició de pivot. Va militar en diversos clubs del bàsquet europeu i fou internacional amb la selecció de Iugoslàvia. Entre els títols que va guanyar durant la seua carrera s'hi inclouen dos campionats del món, tres Eurobasket, una Eurolliga i una Eurocup.

## Carrera

### Clubs
Tomašević inicià la seua carrera esportiva en les files del KK Borac Čačak de la lliga sèrbia. El 1991 signà amb l'Estrella Roja. Amb aquest equip va disputar quatre temporades, en les quals es va proclamar dues vegades campió de la lliga de Sèrbia.
Posteriorment va fitxar pel KK Partizan, on va jugar entre el 1995 i el 1999. Allí va guanyar novament dues lligues i una copa de Sèrbia. Entre 1999 i 2001 va militar en el KK Budućnost Podgorica, on va tornar a proclamar-se per dues vegades campió de la lliga Sèrbia i una vegada campió del títol de Copa. A més, el 2001 va ser nomenat MVP de le temporada regular de l'Eurolliga.
La temporada 2001-2002 decideix anar a la lliga ACB per a fitxar pel TAU Vitòria. Aquesta temporada es proclama campió de la lliga ACB i campió de la Copa del Rei de bàsquet. La seua participació en l'Eurolilga va ser de nou molt destacada i va ser inclòs en el primer equip All-Euroleague de la temporada 2001-02.
La temporada 2002-03 fitxa pel Pamesa València, on jugaria tres temporades. En el seu primer any amb l'equip taronja es proclama campió de la Copa ULEB i és nomenat MVP de la competició.
La campanya 2005-2006 es trasllada a Grècia per a jugar amb el Panathinaikos BC. Allí guanya tres vegades la lliga grega (2006, 2007 i 2008) i altres tres vegades la Copa (els mateixos anys). A més el 2007 aconsegueix el títol de l'Eurolliga.
Al setembre de 2008 signa amb el PAOK Salònica, on acabaria la seua carrera professional.

### Internacional
Tomasevic es va convertir en el primer jugador serbi de la història a aconseguir la medalla d'or en tres Eurobasket diferents (1995, 1997 i 2001), jugant sempre sota la denominació de Iugoslàvia. A més, també va aconseguir la medalla de bronze en l'edició de 1999.
També es va proclamar dues vegades campió del Món amb la selecció de Iugoslàvia en les edicions de 1998 i 2002.
Així mateix, ha participat en tres edicions dels Jocs Olímpics: Atlanta 96, on va guanyar la medalla de plata, Sídney 2000 i Atenes 2004.

## Perfil com a jugador
Ocupava la posició de pívot i feia 2.08 metres de alçada. Jugador amb una gran visió de joc, és un dels millors pivots passadors de la història del bàsquet europeu. Era capaç d'aconseguir triples dobles en punts, rebots i assistències. Juntament amb Mike Smith, Nacho Suárez, George Singleton, Luka Dončić i Fran Vázquez, és un dels pocs jugadors que ha aconseguit un triple doble en un partit de l'ACB.

## Després de la seua retirada
A l'abril de 2011, es convertí en vicepresident de la Federació de Bàsket de Sèrbia. Al febrer de 2016, Tomašević fou designat secretari general de la Federació de Bàsket de Sèrbia. El 20 de novembre de 2019 Tomašević va dimitir com a secretari general.
El març de 2019, Tomašević va presentar una candidatura per a presidir FIBA Europa. El 25 de maig de 2019, Tomašević perdé les eleccions a la presidència de FIBA Europa en ser reelegit Turgay Demirel.

## Trajectòria
- 1991-95 Estrella Roja Belgrad
- 1995-99 Partizan Belgrad
- 1999-01 Budućnost Podgorica
- 2001-02 Tau Cerámica
- 2002-05 Pamesa València
- 2005-08 Panathinaikos BC
- 2008-09 PAOK Salònica BC

## Palmarés

### Amb clubs
- 6x Lliga de Iugoslava: 1992-93, 1993-94, 1995-96, 1996-97, 1999-00, 2000-01
- 1 Lliga ACB: 2001-02
- 3x Lliga de Grècia: 2005-06, 2006-07, 2007-08
- 2x Copa de Iugoslàvia: 1999, 2001
- 1 Copa del Rei de bàsquet: 2002
- 3x Copa de Grècia: 2006, 2007, 2008
- 1 Copa ULEB: 2002-03
- 1 Eurolliga: 2006-07

### Amb la selecció
- Eurobasket 1995: medalla d'or

- Jocs Olímpics d'Atlanta 96: medalla de plata

- Eurobasket 1997: medalla d'or

- Campionat del Món de 1998: medalla d'or

- Eurobasket 1999: medalla de bronze

- Eurobasket 2001: medalla d'or

- Campionat del Món de 2002: medalla d'or

### Premis individuals
- MVP de la Lliga de Iugoslàvia: 1997-98
- MVP de la final de la Copa de Iugoslàvia: 2000-01
- MVP de la temporada regular de l'Eurolliga: 2000-01
- MVP de la final de la Copa del Rei: 2001-02
- 2x Integrant del primer equip All-Euroleague: 2000-01, 2001-02
- MVP de la final de la Copa ULEB: 2002-03